# Елізабета Гузгану-Туфан
Елізабета Гузгану-Туфан (рум. Elisabeta Guzganu-Tufan, нар. 8 квітня 1964) — румунська фехтувальниця на рапірах, срібна (1984 рік) та бронзова (1992 рік) призерка Олімпійських ігор, дворазова чемпіонка світу.

## Виступи на Олімпіадах
| Олімпіада         | Дисципліна           | Місце |
| ----------------- | -------------------- | ----- |
| Лос-Анджелес 1984 | індивідуальна рапіра | 4     |
| Лос-Анджелес 1984 | командна рапіра      | 2     |
| Сеул 1988         | індивідуальна рапіра | 18    |
| Барселона 1992    | індивідуальна рапіра | 21    |
| Барселона 1992    | командна рапіра      | 3     |